# Rèquiem (Verdi)
La Missa de rèquiem (en italià Messa da Requiem), per a cor, veus solistes i orquestra, és una composició sacra de Giuseppe Verdi estrenada el 22 de maig de 1874 a San Marco de Milà. A Barcelona s'estrenà el 22 d'agost de 1875 al Gran Teatre del Liceu: en fou l'estrena a Espanya, i va dirigir-la el mestre Joan Goula i Soley.

## Origen i context
Després de l'èxit d'Aida, Verdi es va retirar durant un llarg període de la composició operística. No es va retenir, tanmateix, de compondre un altre tipus d'obres i la més important d'aquest període és la Missa de Rèquiem (normalment anomenada simplement Rèquiem).
De fet, pensava des de feia algun temps compondre'n una en col·laboració amb Gioachino Rossini (coneguda com la Missa de Rossini). La mort de Rossini el 1868 va impedir acabar-la. Verdi va quedar molt impressionat per la mort del seu compatriota Alessandro Manzoni, que es va produir el 1873. Manzoni, com Verdi, era molt compromès amb la unitat d'Itàlia duta a terme uns anys abans, compartint amb ell els valors típics del Risorgimento, la justícia i la llibertat. La seva mort, per tant, va suposar una oportunitat per fer realitat el vell projecte de compondre, aquesta vegada tota la missa.
El Libera me Domine el va obtenir de la Missa de Rossini. El rèquiem de Verdi es va oferir a la ciutat de Milà coincidint en el primer aniversari de la mort de Manzoni, el 22 de maig de 1874, a l'Església de San Marc de Milà. L'èxit va ser enorme i la fama de la composició va superar les fronteres nacionals.
En 1875 Verdi va fer una revisió de la porció denominada Liber scriptus.

## Subdivisió
- Requiem i Kyrie (quartet solista, cor)
- Dies Irae 
  - Dies Irae (tornada)
  - Tuba Mirum (baix i cors)
  - Mors stupebit (baix i cors)
  - Liber scriptus, (mezzo-soprano, cor)
  - Quid suma avaro (soprano, mezzo-soprano, tenor)
  - Rex tremendae (solistes, cor)
  - Recordare (soprano, mezzo-soprano)
  - Ingemisco (tenor)
  - Confutatis (baix, cors)
  - Lacrymosa (solistes, cor)
- Domine Jesu (ofertorium) (solo)
- Sanctus (Doble cor)
- Agnus Dei (soprano, mezzo-soprano, cor)
- Lux Aeterna (mezzo-soprano, tenor, baix)
- Libera Me (soprano, cor)